# آنوکراسی
آنوکراسی (به انگلیسی: Anocracy) یا بی‌سالاری یک نوع حکومت بی‌ثبات و ناکارآمد است‌که در آن دولت عملاً فاقد قدرت است و قدرت واقعی بین گروه‌هایی که پیوسته برای رسیدن به قدرت مبارزه می‌کنند، پخش شده‌است. در این نوع حکومت، اقتدار مرکزی بسیار ضعیف است.
رژیم‌های آنوکراتیک، که به عنوان رژیم‌های ترکیبی نیز شناخته می‌شوند، دموکراسی هدایت‌ شده به جای دموکراسی آزاد وجه مشخصه آنها است. آنها قدرت های استبدادی را با برخی از شیوه های دموکراتیک ترکیب می کنند، در آنوکراسی های بسته کاندیداها از طبقه قدرت گرفته می شوند. در  آنوکراسی باز، دیگران نیز به رقابت می پردازند. تعداد رژیم‌های انکراتیک از سال 1989 تا 2013، تعداد آنوکراسی ها از 30 به 53 افزایش یافت.حکومت ایران یک آنوکراسی بسته خوانده شده است.

نقشه جهان توسط Our World in Data در سال 2015 منتشر شد و کشورها را با کد رنگی بر اساس نوع رژیم آنها نشان می دهد که بر اساس امتیاز آنها در مجموعه داده Polity IV بود. آنوکراسی های بسته با رنگ نارنجی (نمرات بین 5- تا 0) و آنوکراسی های باز با رنگ زرد (نمرات بین 1 تا 5) نشان داده شده اند..

## نمونه‌های آنوکراسی
آنوکراسی، می‌تواند در نتیجهٔ تغییر رژیم‌ها رخ دهد؛ (مثل وضعیت فعلی لیبی است که با گذشت حدود پنج سال از سقوط معمر قذافی، هنوز گروهک‌ها جهت رسیدن به قدرت باهم می‌جنگند و شورای ملی انتقالی لیبی، به عنوان حکومت به رسمیت شناخته شدهٔ لیبی، فاقد قدرت لازم است و حتی بر بخش‌هایی از کشور تسلط ندارد. یا مثل اتفاقی که بعد از پیروزی مجاهدین افغان و اتمام اشغال افغانستان از چنگ شوروی اتفاق افتاد که در آن مجاهدین برای تصاحب قدرت به جان هم افتادند)
این امکان نیز حضور دارد آنوکراسی در حضور یک رژیم مستقر رخ دهد (مثل وضعیت فعلی سوریه که در عین وجود یک حکومت مستقر، به دلیل ضعف آن حکومت، صدها گروه مسلح جهت رسیدن به قدرت، با همدیگر می‌جنگند و دولت بر قسمت‌های زیادی از کشور تسلط ندارد)
در کشورهایی که آنوکراسی وجود دارد، معمولاً به‌دلیل خودکامگی و قدرت‌طلبی گروه‌ها و استفادهٔ آن‌ها از هر منبع موجود برای رسیدن به قدرت، حقوق بشر به‌صورت گسترده نقض می‌شود.
نمونهٔ بارز آنوکراسی در زمان ما، کشورهایی مثل کامبوج، تایلند، میانمار، نیجریه، اوگاندا، زیمبابوه، سومالی، اوکراین، روسیه، یوگسلاوی و … در طول زمان‌های مختلف، اسیر آنوکراسی بوده یا هستند. اگرچه انتقال‌های موفق حکومت در بعضی از کشورها هم رخ داده؛ مثل مکزیک، غنا و تایوان.